# Hôpital Saint-Jost (Český Krumlov)

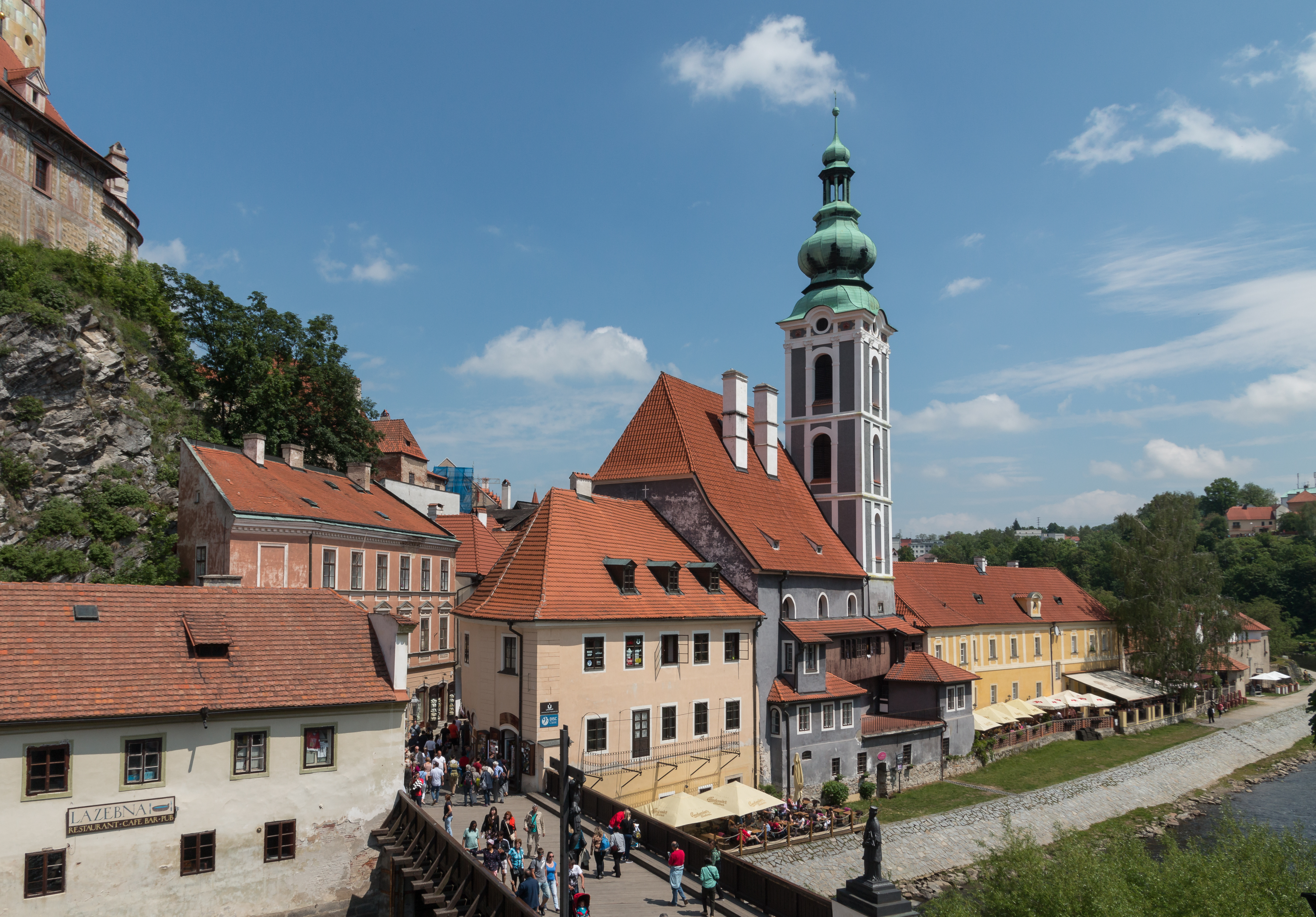
ancienne église et ancien hôpital St. Jost

 (septembre 2021).
L'hôpital Saint-Jost (en français, littéralement Saint-Josse) est un ancien hôpital avec une église attenante situé dans la ville de Český Krumlov en Bohême du Sud en Tchéquie. Le complexe a ouvert au XIVe siècle. Le complexe immobilier est depuis le 3 mai 1958 sous la protection des monuments.

## Histoire
Peter I von Rosenberg fit construire l'hôpital et la chapelle probablement en 1317 (au moins avant 1334) en remerciement de la naissance de son fils Jost (Josse) I von Rosenberg. De plus, des églises, des chapelles et des hôpitaux étaient souvent consacrés le long des routes de pèlerinage à Saint Josse, le saint patron des pèlerins et des voyageurs. L'hôpital était prévu pour 13 personnes et fut agrandi à 17 places en 1364 . Seuls des vestiges insignifiants des édifices gothiques ont survécu .
En 1596, Peter Wok von Rosenberg fait construire par l'architecte Domenico Benedetto Cometta une nouvelle église de style Renaissance. En 1598, l'église de la Sainte Trinité a été consacrée et remise aux protestants de Český Krumlov, ce qui a conduit à des différends avec l'archevêque de Prague Zbynko Berka. Cependant, après que Peter Wok, endetté, eut vendu Krumlov et emménagé au château de Třeboň (Wittingau en allemand) en 1602, l'église fut remise aux Pères du collège jésuite pour les sermons en allemand la même année (les services catholiques tchèques avaient lieu dans l'église Saint-Guy). Quelques années plus tard, l'église reçut à nouveau l'ancien nom de Saint-Jost.
Dans les années 1708-1710, le nombre de résidents de l'hôpital a été porté à 24 .
L'empereur Joseph II fit fermer l'hôpital et l'église en 1787. Alors que la tour devient propriété de la communauté, la nef et la cour de l'hôpital à l'est sont mises aux enchères. L'homme d'affaires Klement Pöschl et le chapelier Karel Neumüller y ont installé une maison de ville avec des droits de brassage. Lors de cette reconstruction, le presbytère de l'église a été démoli et une entrée a été construite à sa place. Les caves ont été à nouveau fouillées et le niveau du rez-de-chaussée a été surélevé. Karel Neumüller a repris la propriété exclusive de la propriété en 1802 et l'a transformé en un casino avec un bar et une salle de danse à l'étage supérieur. Après 1900, la propriété a été utilisée exclusivement comme un immeuble résidentiel. Vers 1920, la société Bata y installa un point de vente et en 1938 un local de stockage pour un magasin de vélos et de motos fut construit au bord de la rivière. En 1937, le côté nord de la route a été repensé.

## Usages
Il y a des magasins, un restaurant et un musée de la marionnette dans le complexe immobilier. Depuis juillet 2020, une petite exposition dans les combles du bâtiment et de la tour peut être vue moyennant un petit droit d'entrée.